# Bergbauwanderweg Alte Haase

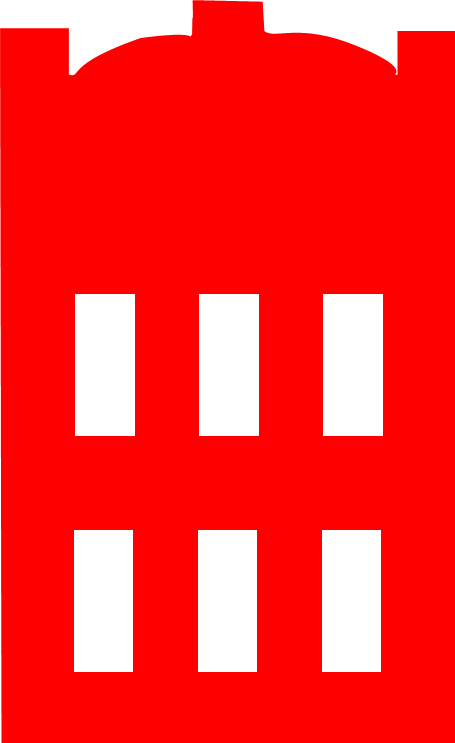
und Nord

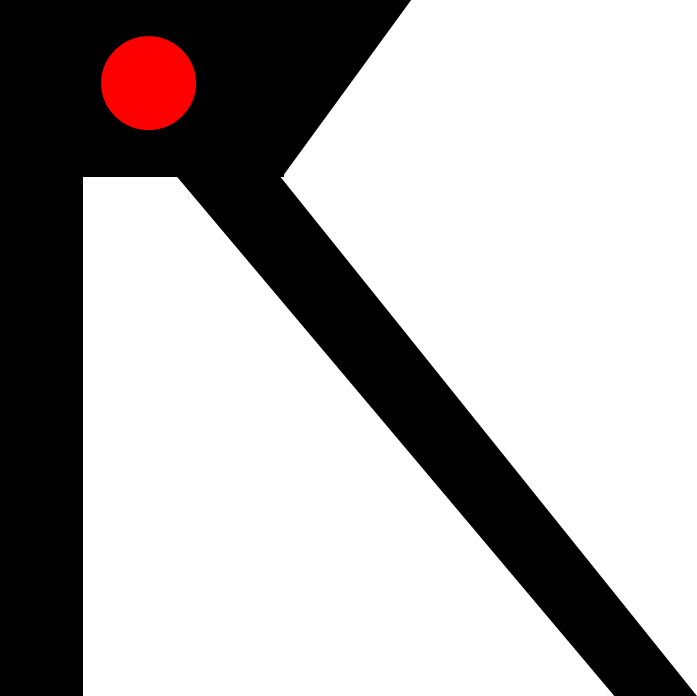
Wegzeichen Süd

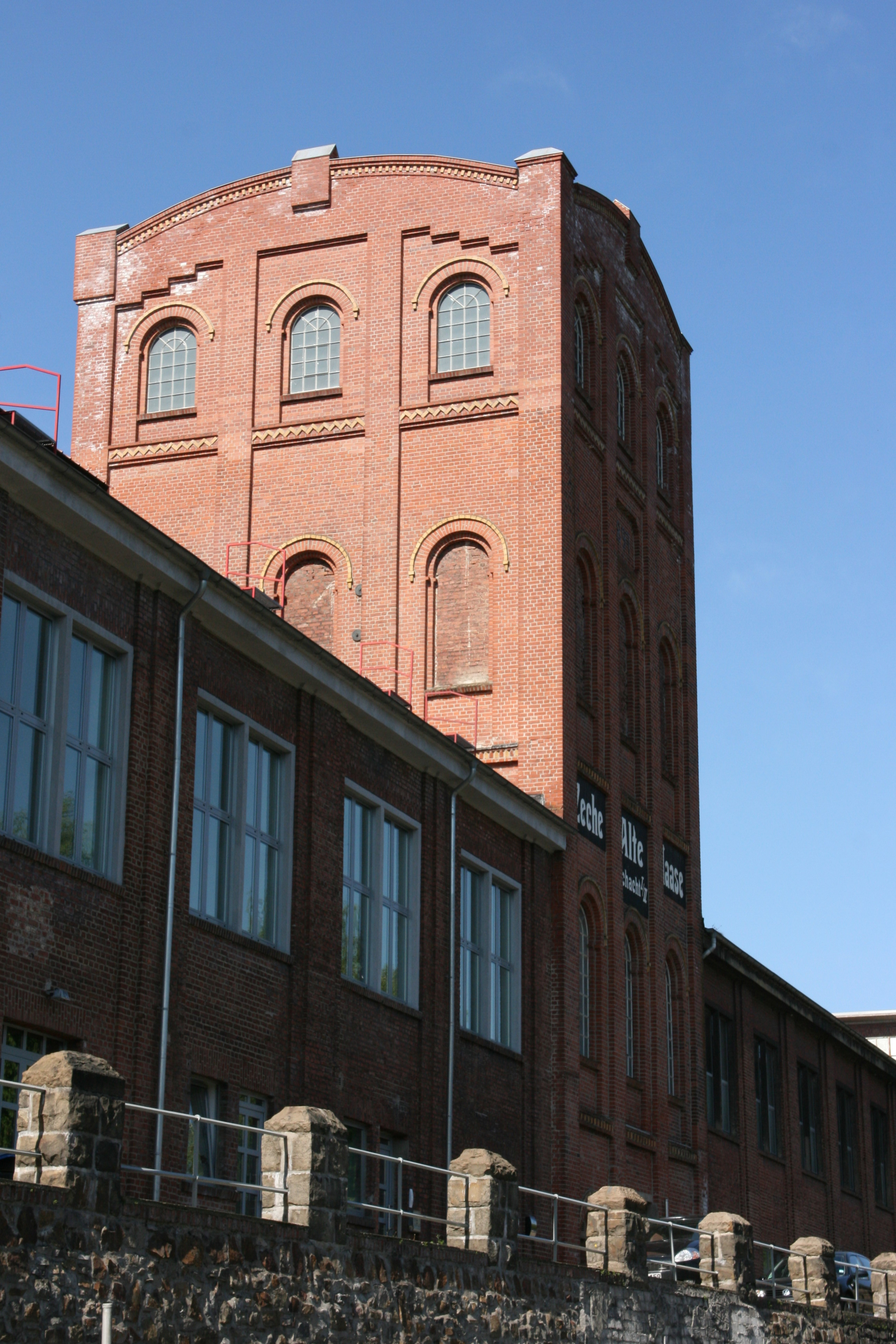
Malakow-Turm der Zeche Alte Haase auf Schacht I/II

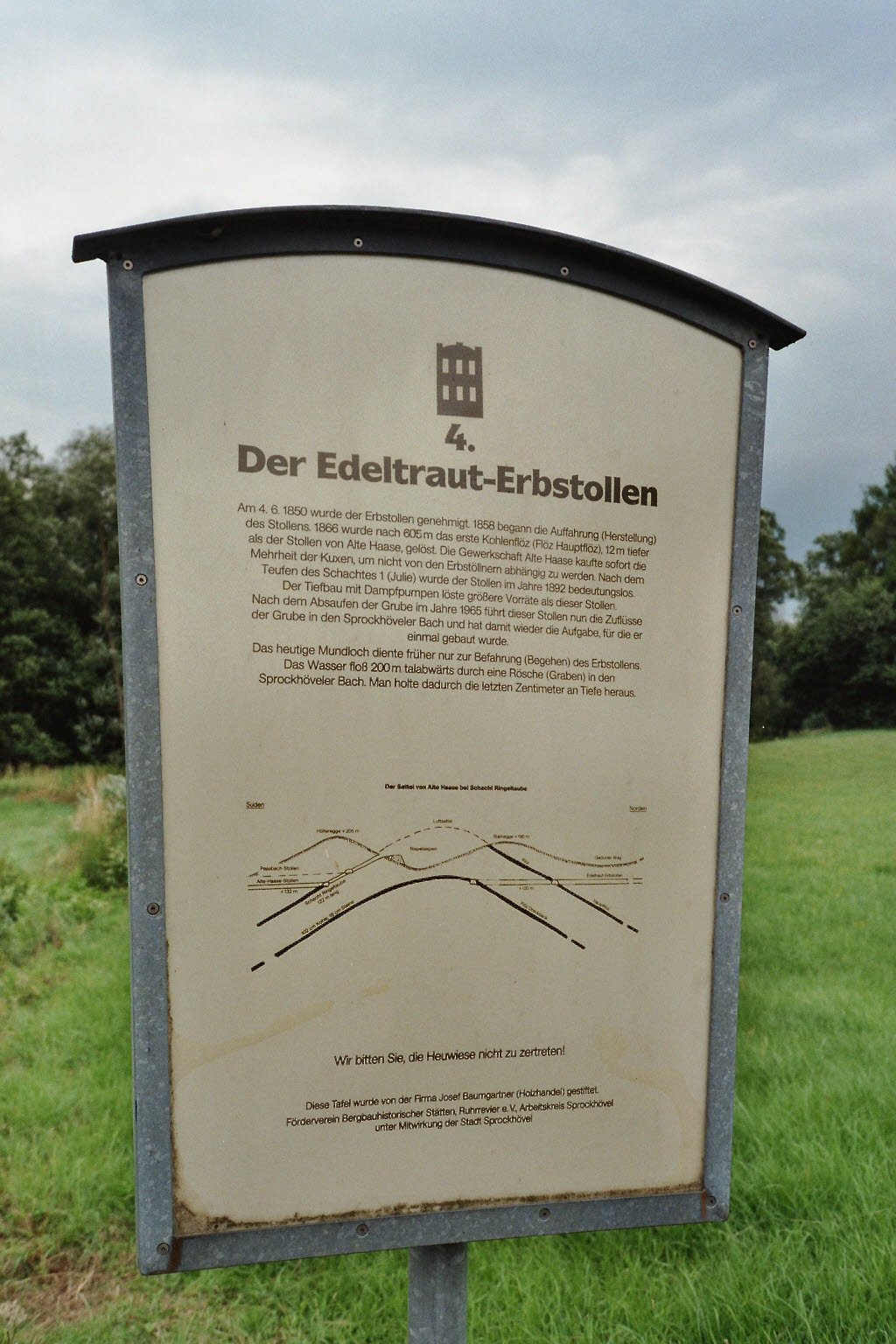
Texttafel zum Edeltraud-Erbstollen

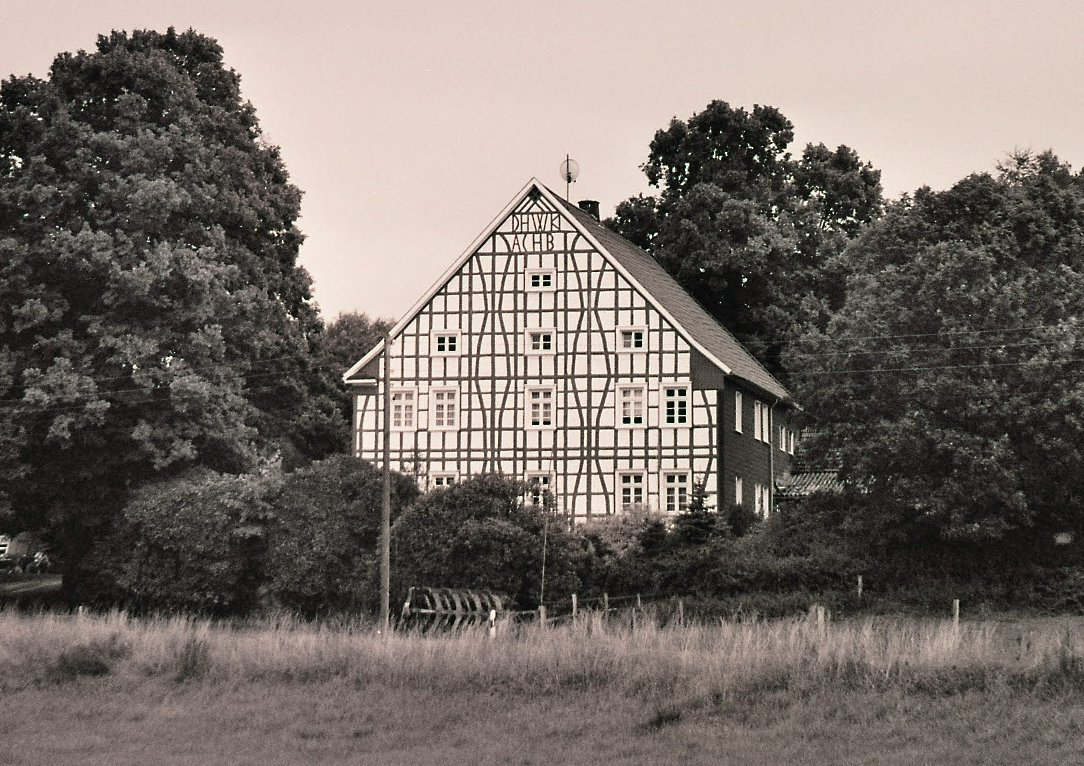
Der Bauernhof Waskönig im Paasbachtal

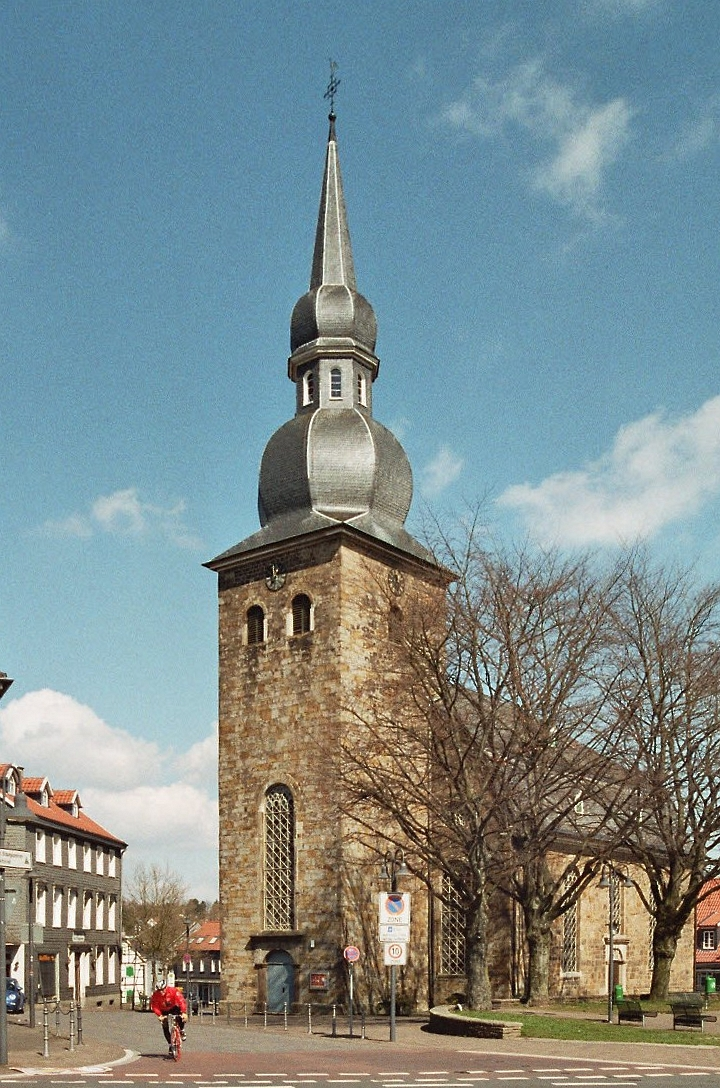
Die ev. Kirche in Niedersprockhövel am Busbahnhof, Ausgangspunkt des Rundwegs Nord

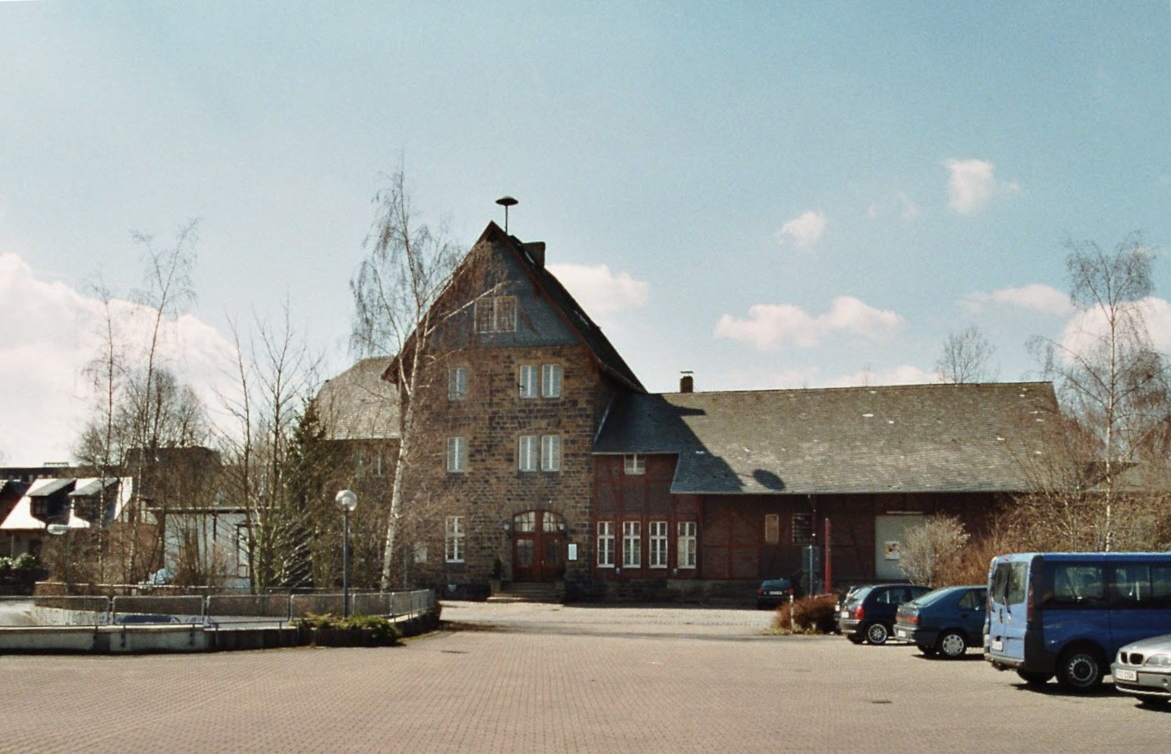
Bahnhof Sprockhövel

Der Bergbauwanderweg Alte Haase ist ein zweiteiliger Rundwanderweg im Raum Niedersprockhövel, der verschiedene bergbauhistorische Stätten aus der Frühzeit der Kohleförderung des Ruhrgebiets miteinander verbindet. Da im Sprockhöveler Raum die Kohleflöze bis an die Oberfläche reichten, befinden sich hier die ältesten Zeugnisse der Bergbaugeschichte des Ruhrgebiets.
Der Bergbauwanderweg Alte Haase (Nord und Süd) wird mit drei weiteren Bergbauwanderwegen zur Themenroute Spur der Kohle zusammengefasst.

## Beschreibung
Die 6,8 km (8,5 km inkl. Punkt 3) (Nordroute) und 9,8 km (Südroute) langen Rundwanderwege wurden vom Förderverein Bergbauhistorischer Stätten Ruhrrevier e. V. in Zusammenarbeit mit dem Heimat- und Geschichtsverein Sprockhövel e. V. geschaffen und nach der größten Zechenanlage Sprockhövels, der Zeche Alte Haase, benannt. Das Wegzeichen des Rundwegs Nord ist ein stilisierter Malakowturm, das des Rundwegs Süd ein stilisiertes Fördergerüst.
Der Ausgangspunkt des Rundwegs Nord ist der Sprockhöveler Dorfkrug, die ehemalige Gaststätte Stöter-Tillmann, und nur wenige Meter vom Sprockhöveler Busbahnhof entfernt; der Ausgangspunkt des Rundwegs Süd liegt am ehemaligen Bahnhof Sprockhövel.

### Sehenswürdigkeiten des Rundwegs Nord
Der Rundweg Nord führt zu 14 Stätten und Objekten der Bergbaugeschichte, von denen viele vor Ort mit informativen Schautafeln erläutert werden.
1. Gasthof Stöter-Tilmann (heute Zum Dorfkrug), gegründet von den Betriebsführer Gustav Düsterloh und Tagungsort der jährlichen Sprockhöveler Bergmannstage.
2. Park am Malakowturm
3. Gewerkschaft Edeltraud-Stollen
4. Zeche Alte Haase mit prägnantem Malakowturm
5. Schacht II (1924) der Zeche Alte Haase
6. Bahnstrecke Wuppertal-Wichlinghausen–Hattingen
7. Kohlenflöz Schieferbank
8. Brücke Riepelsiepen
9. Frühe Schächte und Pingen von Alte Haase
10. Kleinzeche Hoffnungstal/Teufelsburg II
11. Stollenzeche Johannessegen, Pferdebahn am Paasbach. Transportweg zur Bahnstrecke Wichlinghausen–Hattingen.
12. Hof Waskönig im Paasbachtal, jahrhundertelang lebte hier die Familie eines der Hauptgewerken von Alte Haase. In unmittelbarer Nähe setzte der erste Stollen der Zeche an.
13. Hof Dotdbruch. Der Schacht Julie der Zeche Alte Haase wurde nach der Tochter der Familie Julie Dotdbruch benannt, der Ehefrau des Zechenrepräsentanten Johann Friedrich Große Herzbruch, genannt Bröckelmann.
14. Museum und Heimatstube des Heimat- und Geschichtsvereins Sprockhövel e. V.

### Sehenswürdigkeiten des Rundwegs Süd
Der Rundweg Süd führt zu 22 Stätten und Objekten der Bergbaugeschichte, von denen viele vor Ort mit informativen Schautafeln erläutert werden.
1. Bahnhof Sprockhövel
2. Gasthof Rose, Bergarbeitertreff und Vereinshaus der freien Gewerkschaften und Arbeitervereine
3. Firma Nüsse und Gräfer, Turbo-Maschinen-Aktiengesellschaft (TURMAG), Bergbauausrüster
4. Gasthof Hilgenstock (heute Dorfschänke), gesellschaftliches Zentrum der Gemeinde und Sitz des Knappschaftsunterstützungsvereins.
5. Bergvorschule Sprockhövel, Ausbildungsstätte für den Steigernachwuchs.
6. Wetteraufhauen auf Flöz Hauptflöz (Zeche Alte Haase), zur Herbeibringung von Frischwettern.
7. Zeche Vereinigte Wildenberg & Vogelbruch
8. Hof Vogelbruch, Standort der Zeche Vogelbruch und eines tonnlägigen Schachtes der Zeche Alte Haase zum Flöz Wasserbank.
9. Kleinzeche Lange
10. Alter Hohlweg, Pferdekarrenweg zum Transport der Kohle
11. Kotten In der Hibbel, Wohnhaus der Obersteigers Georg Peter Hilgenstock. Die Familie Hilgenstock brachte zahlreiche Bergbeamte, Bergwerksdirektoren und Bergbauingenieure hervor und ist noch heute in Sprockhövel zahlreich vertreten.
12. Hof Diefhausen und die Diefhauser Bank. Auf dem Hof wurde seit 1650 die oberflächennahe Kohle des Flözes Mausegatt (hier Diefhauser Bank genannt) abgebaut. Die Zeche Frosch wurde auf dem Grundbesitz 1739 durch die Hofbesitzer gegründet.
13. Schacht Im Brahm, Außenschacht (1953) der Zeche Alte Haase.
14. Alter Kohlenweg
15. Kleinzeche Molly II
16. Wüstung der Zeche Frosch, eine der ältesten Zechen in Sprockhövel.
17. Firma Rudolf Hausherr & Söhne, 1918 gegründete Bergbaumaschinenfabrik.
18. Hof Homberg und Hof Auf dem Bruch. Die beiden Höfe waren im Abbaugebiet der Zeche Frosch gelegen und mussten vielfältige Nachteile (Grundwasserabsenkung, Bergschäden und Wegenutzung) durch den Bergbau erleiden. Später wurden Schächte auf den Hofgeländen selbst angelegt.
19. Zeche Sprockhövel, 1881 unter anderem aus der Zeche Frosch hervorgegangen.
20. Luftschacht des Erbstollens der Zeche Frosch.
21. Bergmannskotten Erlbruch (1888), Nebenerwerbslandwirtschaft des Bergmanns Julius Erlbruch.
22. Heimatstube des Heimat- und Geschichtsvereins Sprockhövel e. V. mit umfangreicher bergbauhistorischer Sammlung